# Meskalamdug
Meskalamdug (asi 1. polovina 26. století př. n. l.), doslova „dobrý hrdina země“, byl panovník tzv. 0. dynastie urské v raně dynastické době Sumeru, možná otec, spíš děd krále Mesannipady.

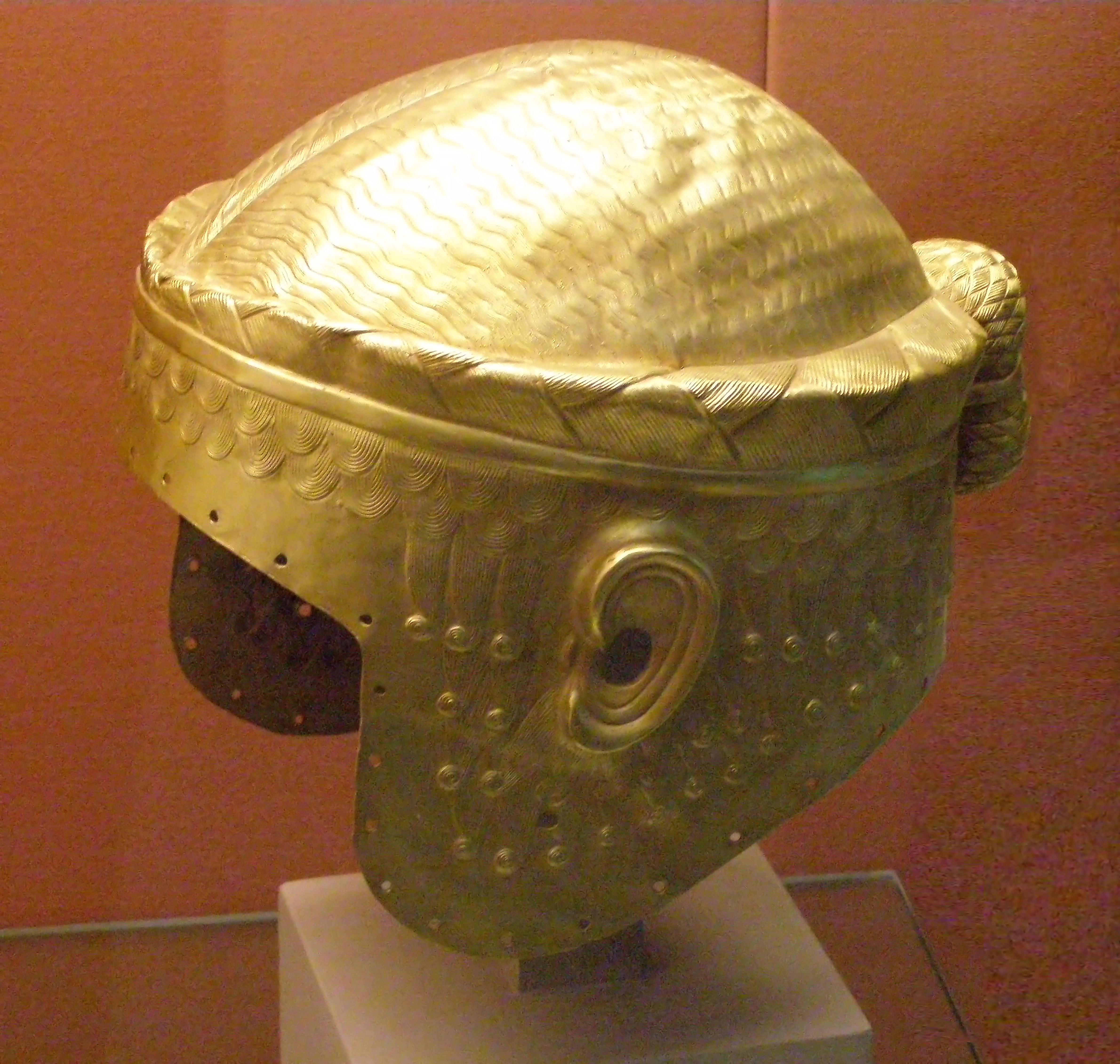
Mesklamdugova zlatá přílba

Při vykopávkách královského pohřebiště v Uru vedených Leonardem Woolleym byla objevena okrouhlá pečetidla se jménem tohoto krále, který se neobjevuje na Sumerském královském seznamu dynastií sumerských měst. V Meskalamdugově hrobce (hrobka č. 755) se kromě mrtvoly našla bohatá pohřební výbava s nádhernými dýkami s filigránsky jemně zdobenými rukojeťmi. Vynikala však ceremoniální přilba z patnáctikarátového zlata.
Později bylo jméno Meskalamdug objeveno na předmětech při vykopávkách v západosumerském městě Mari, kde je uváděn jako otec Mesannipady. Toto jméno je na Sumerském královském seznamu uváděno u 1. dynastie urské. Archeologové řadí Meskalamduga do zvláštní „nulté“ dynastie spolu s králem Akalamdugem. K tomuto zařazení je vedl i fakt, že jeho hrobka je obklopena množstvím chudších hrobů, připomínajícími královská pohřebiště z nejranějšího Egypta. Byli do nich ukládáni v rámci pohřební ceremonie rituálně zabití sloužící zesnulého panovníka. V Sumeru jde o zcela ojedinělý případ.
Novější prameny uvádějí jako otce Meskalamduga Urpabilsaga, Akalamduga jako jeho syna a Mesannipadu jako vnuka. Také datování se posunuje zhruba o padesát let k současnosti.
Jako Meskalamdugova manželka je uváděna Ninbanda. Její jméno je zmiňováno i na pečeti v jiném, ovšem nekrálovském hrobě i s panovnickým titulem lugal.